# Crête-de-coq
Ptilodon capucina
Pour les articles homonymes, voir Crête de coq.
Espèce
La Crête-de-coq (Ptilodon capucina) est une espèce de lépidoptères (papillons) de la famille des Notodontidae.
L'espèce est commune dans toute la zone paléarctique, de l'Irlande au Japon.

## Description
- Répartition : Europe.
- Envergure du mâle : 16 à 20 mm.
- Période de vol : d’avril à septembre en deux générations.
- Habitat : forêts de feuillus.
- Plantes hôtes : voir liste ci-dessous.

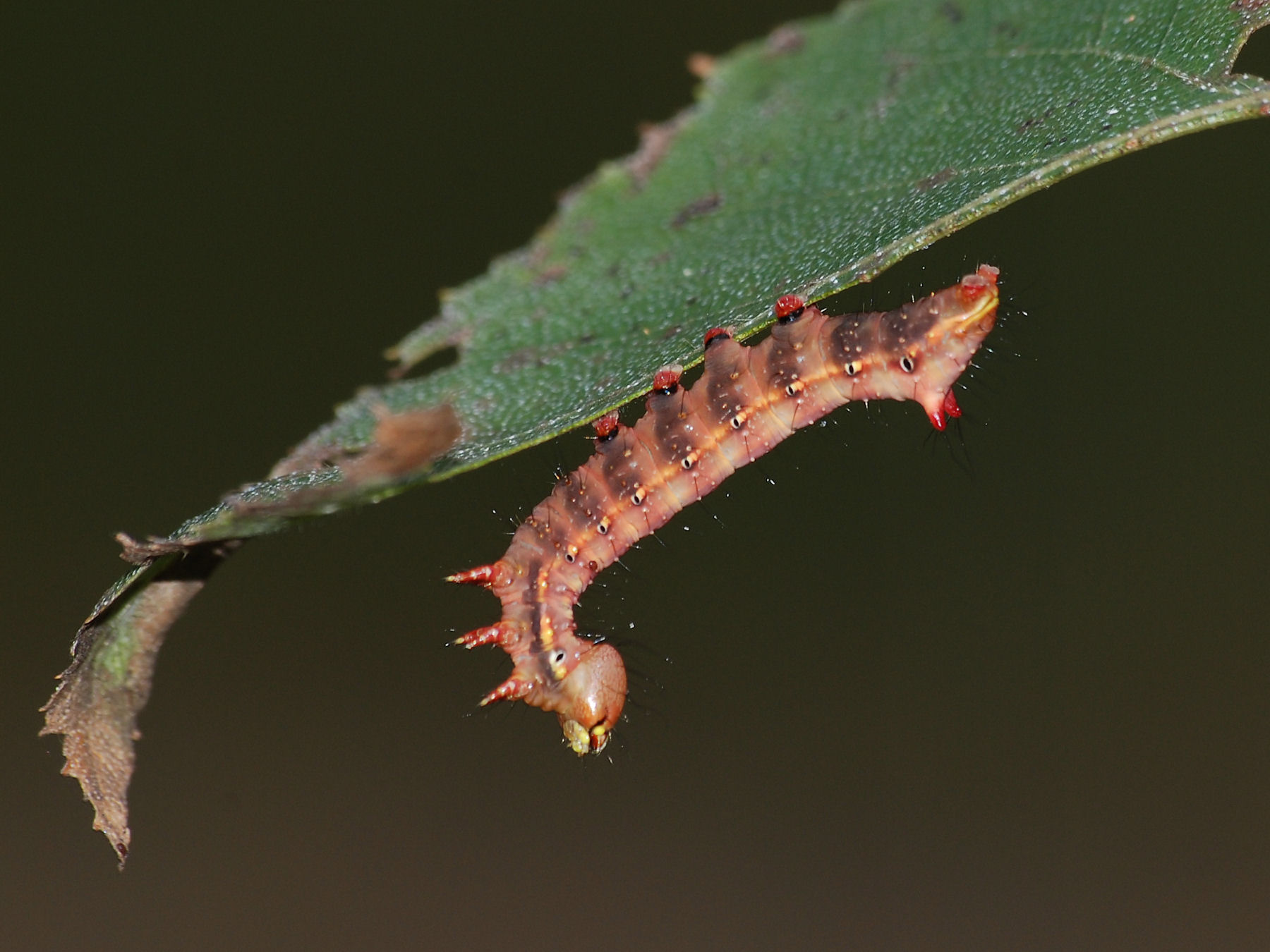
Chenille.

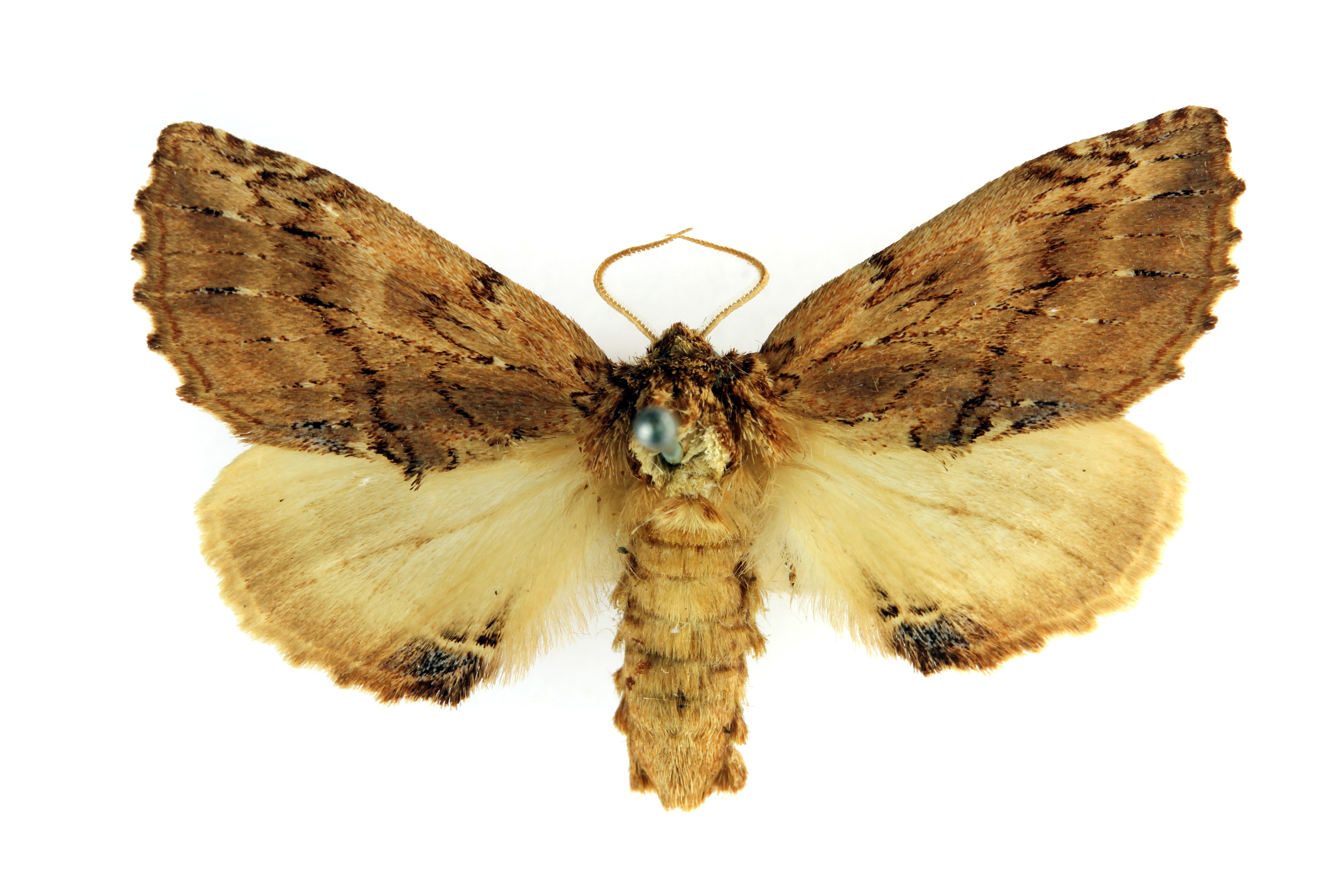
Ailes ouvertes.

## Plantes hôtes
- Acer - érable
- Alnus - Aulne
- Betula - Bouleau
- Crataegus - Aubépine
- Fagus - Hêtre commun
- Malus - Pommier
- Populus - Peuplier
- Prunus - Prunellier
- Quercus - Chêne pédonculé
- Rosa - Rosier
- Salix - Saule
- Sorbus - Sorbier
- Tilia - Tilleul
- Ulmus - Orme[1].

## Source
- P.C. Rougeot, P. Viette, Guide des papillons nocturnes d'Europe et d'Afrique du Nord, Delachaux et Niestlé, Lausanne 1978.